# OYKOT號列車
OYKOT（日语： Oikotto */?）號列車是由東日本旅客鐵道（JR東日本）運行於長野站至十日町站之間的臨時快速列車。途經北信濃線和飯山線。行走的列車也設有OYKOT這個愛稱。

## 概要
JR東日本長野分社以「古民家」主題，引入了這個觀光型車輛。當中雖然該列車歸類為觀光列車，卻是少數設有定期班次的觀光列車。
愛稱取自東京的羅馬字標記（TOKYO）的反讀（OYKOT）。在列車標誌上設有一個雪童子。這個列車有一個流行語。

## 運行概況
主要在3月中旬至12月中旬之間的星期六與假日，以及多客時期行走。列車行走於長野至十日町之間，共有1個往返班次。
在冬季（12月中旬至翌年3月中旬）暫停服務。在2019年度前，設有「冬之OYKOT」列車，行走於長野至戶狩野澤溫泉之間，共有2個往返班次。部分日子，「雪之OYKOT」會延長行駛至十日町。

### 停車站
長野站 - 替佐站 - 飯山站 - 北飯山站 - 戶狩野澤溫泉站 - 森宮野原站 - 津南站 - 十日町站
- 曾經行走的「冬之OYKOT」和「雪之OYKOT」也是停靠相同車站。

## 使用車輛
行走之列車部分曾進行改裝。列車使用長野綜合車輛中心所屬的KiHa110形柴油列車2卡編成（235、236）。
車輛原本在北上線行走特急「秋田接力號」（KiHa110形300番台，隸屬南秋田運輸所）。後來車輛遷移至長野之際並改為200番台，改裝時把部分座位轉換方向，使乘客可以觀賞飯山線沿線的景色。並且命名為「眺望車"故鄉"」。車站編號也進行更改（313→235、314→236）。
車身顏色中，基本上使用象牙白和胭脂色，顏色取自民居茅草屋的襖和障子之形象。車身使用貼紙進行包裝。KiHa110-235車輛中，駕駛室車門和乘客車門上的顏色為象牙白，其餘車身顏色是胭脂色，236是把235的顏色對掉。
車身上的圖案使用了歌曲「故鄉」歌詞中登場的「兔」等東西。在車廂內，照明裝置上也有相關圖案。另外也設有把"古里"形象化並具體化的沙發式長椅。以及以障子作為形象的車窗捲簾。
在非「OYKOT」運輸日期，此車輛會與一般車輛一樣行走普通列車。因此車輛內也設有扶手環、優先座和一人控制相關機器。

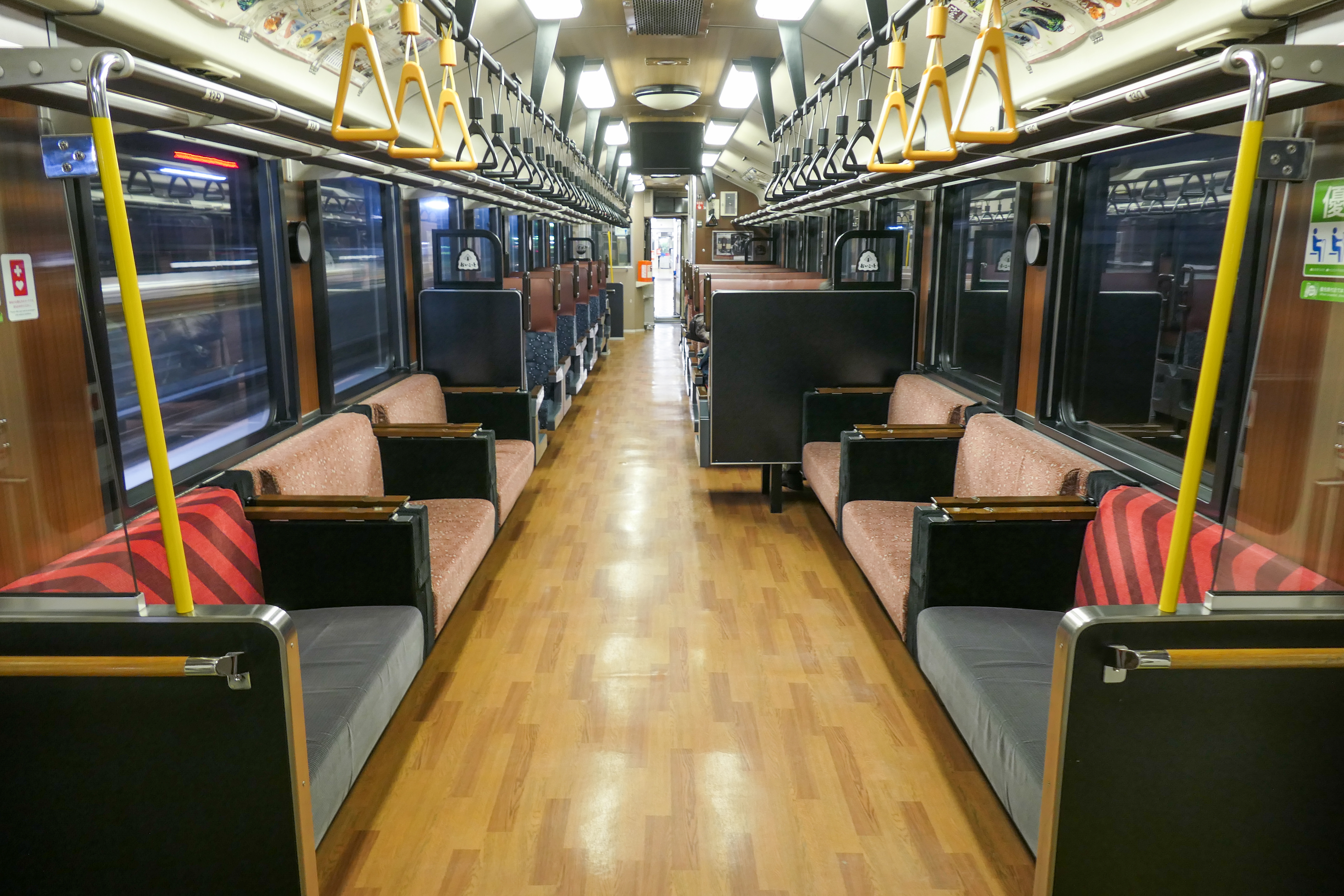
車內
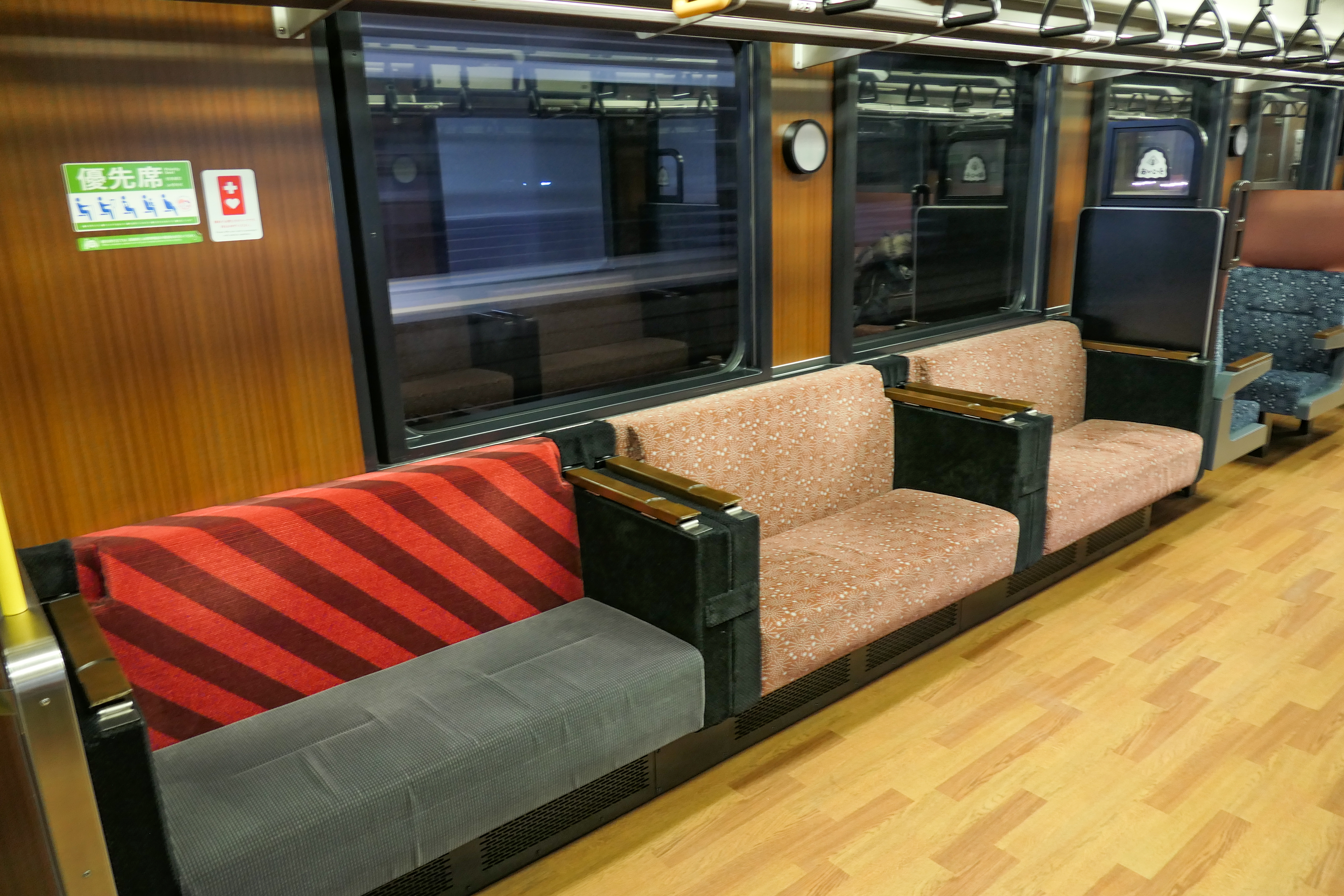
長椅・優先座
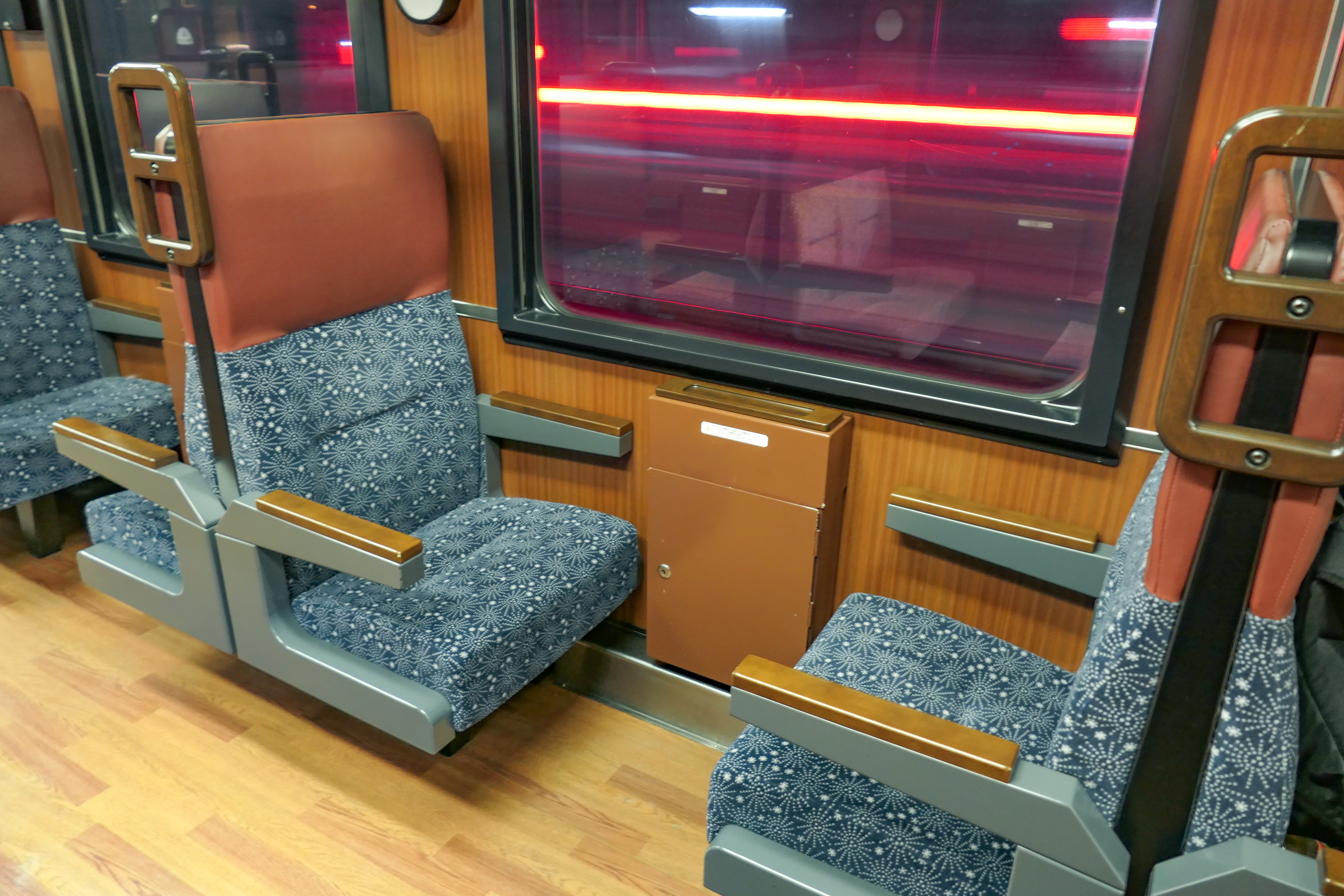
一人交錯座位
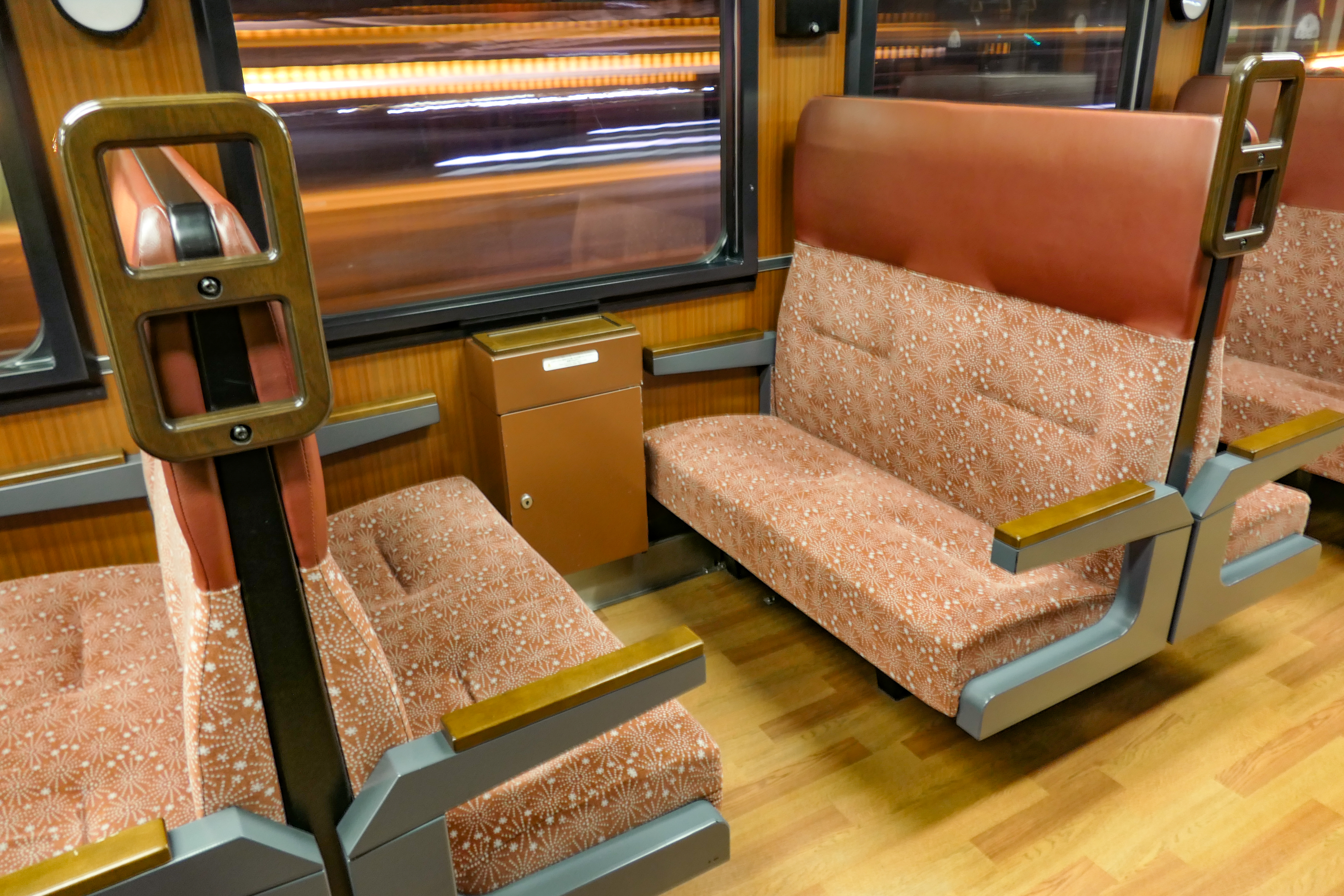
二人交錯座位

## 歷史
- 2014年
  - 7月18日：發表引入（實際為改裝）新車輛[1][6]。
  - 12月4日：愛稱發表為「OYKOT」[7]。
  - 12月23日：在飯山站舉行車輛展示會[8]。
- 2015年
  - 1月2日：開設定期普通班次[9]。
  - 4月4日：開設臨時快速班次「OYKOT」[10]。
- 2017年
  - 5月27日：在飯山市內受到避難指示影響，戶狩野澤溫泉站至森宮野原站之間列車不能通行，直至同年6月25日。
  - 7月1日：列車班次重開。
- 2020年
  - 4月8日：由於2019冠狀病毒病影響，決定在同年5月31日（當初為預定）前暫停行走「OYKOT」[11]。但是該車輛仍然行走飯山線定期普通班次。
  - 7月23日：班次重開。但是避免感染，取消在車站進行招待，以及車內的活動[12]。
- 2021年10月23日 : 為了慶祝豐野站至飯山站之間開業100周年，使用「OYKOT」車輛來行走「飯山豐野100周年號」。

## 注腳

## 外部連結
- OYKOT （页面存档备份，存于）（日語） - 東日本旅客鐵道